# Веџфилд (Флорида)
Веџфилд (енгл. Wedgefield) насељено је место без административног статуса у америчкој савезној држави Флорида.

## Демографија
По попису из 2010. године број становника је 6.705, што је 4.005 (148,3%) становника више него 2000. године.
| Група             | 2000.         | 2010.         |
| Белци             | 2.014 (74,6%) | 3.781 (56,4%) |
| Афроамериканци    | 183 (6,8%)    | 724 (10,8%)   |
| Азијати           | 204 (7,6%)    | 343 (5,1%)    |
| Хиспаноамериканци | 247 (9,1%)    | 1.707 (25,5%) |
| Укупно            | 2.700         | 6.705         |